# Joseph Frehner

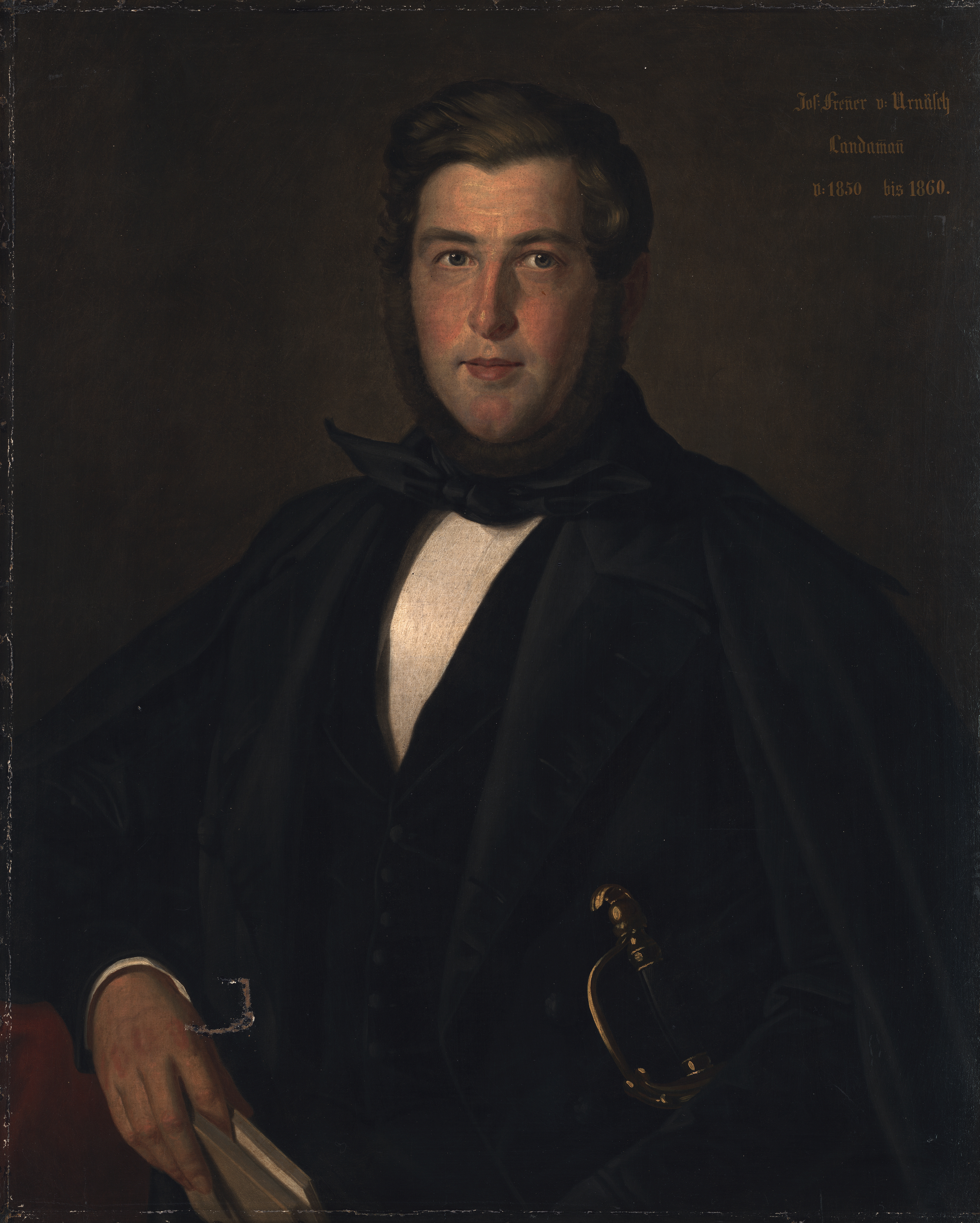
Joseph Frehner (ca. 1858)

Joseph Frehner (* 23. September 1815 in Urnäsch; † 8. August 1876 ebenda; heimatberechtigt ebenda) war ein Schweizer Arzt, Gemeindepräsident, Landesstatthalter und Landammann aus dem Kanton Appenzell Ausserrhoden.

## Leben
Joseph Frehner war ein Sohn von Joseph Frehner, Landarzt, und Anna Barbara Singer. Im Jahr 1841 heiratete er Anna Barbara Lienhard, Tochter von Josua Lienhard.
Nach dem Tod des Vaters 1832 brach er eine Schreinerlehre ab und begann mit der Ausübung von Heiltätigkeit. Von 1833 bis 1834 machte er ein Lehrjahr beim Arzt Widmer in Mattwil. Trotz mangelhafter Schulbildung studierte er von 1835 bis 1839 Medizin an der Universität Basel. 1839 absolvierte er die kantonale Medizinalprüfung. Er praktizierte als Arzt in Urnäsch.
Von 1842 bis 1848 sass er im Gemeinderat von Urnäsch. Er stand diesem ab 1846 bis 1846 als Gemeindehauptmann vor. Auf kantonaler Ebene amtierte er von 1848 bis 1850 als Landesstatthalter und ab 1850 bis 1860 als Landammann. Von 1860 bis 1864 arbeitete er als Oberrichter. Er war Mitglied der Sanitäts- und der Landesschulkommission, des kantonalen Ehegerichts, des theologischen Examinationskollegiums und der evangelischen Synode Ausserrhodens.